# برويز خانلو
برويز خانلو هي قرية في مقاطعة خدا أفرين، إيران. عدد سكان هذه القرية هو 258 في سنة 2006.